# Bankisus maculosus
Bankisus maculosus är en insektsart som beskrevs av Hölzel 1983. Bankisus maculosus ingår i släktet Bankisus och familjen myrlejonsländor. Inga underarter finns listade i Catalogue of Life.